# SuperCam

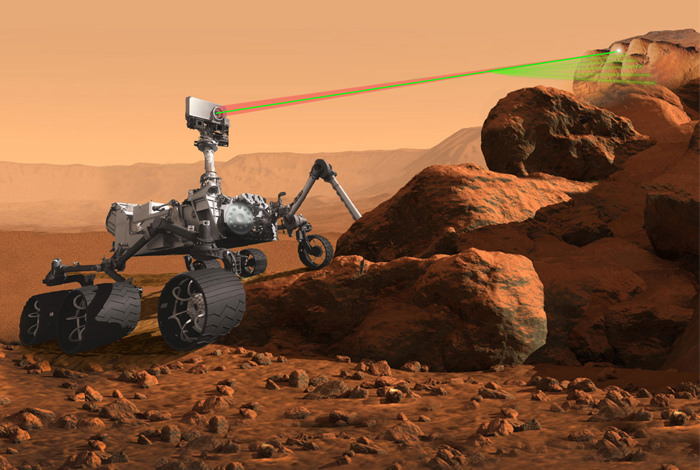
Imagen artística del rover Mars 2020 utilizando la SuperCam.

La SuperCam es un instrumento del rover de Mars 2020 que examina rocas y suelos con una cámara láser y espectrómetros para buscar compuestos orgánicos que podrían estar relacionados con la vida pasada en Marte.
SuperCam es una versión mejorada de los exitosos instrumentos ChemCam del rover Curiosity que se han actualizado con dos láseres y detectores diferentes.

SuperCam fue desarrollado en colaboración entre el Instituto de Investigación en Astrofísica y Planetología (IRAP) de la Universidad de Toulouse en Francia, la Agencia Espacial Francesa (CNES), el Laboratorio Nacional de Los Álamos, la Universidad de Hawái y la Universidad de Málaga en España. El investigador principal es Roger Wiens del Laboratorio Nacional de Los Álamos. 